# Gmina Raniżów
Die Gmina Raniżów ist eine Landgemeinde im Powiat Kolbuszowski der Woiwodschaft Karpatenvorland in Polen. Ihr Sitz ist das gleichnamige Dorf mit etwa 2200 Einwohnern, auf dessen Gebiet 1783 die Kolonie Ranischau angelegt wurde.

## Geographie
Zu den Gewässern gehört die Zyzoga.

## Geschichte
Von 1975 bis 1998 gehörte die Gemeinde zur Woiwodschaft Rzeszów.

## Gliederung
Zur Landgemeinde (gmina wiejska) Raniżów gehören folgende Dörfer mit einem Schulzenamt:
Korczowiska
Mazury
Poręby Wolskie
Posuchy
Raniżów
Staniszewskie
Wola Raniżowska
Zielonka